# Premetroul din Bruxelles
Premetroul din Bruxelles (în franceză Prémétro de Bruxelles, în neerlandeză Brusselse premetro) este un sistem de transport de tip premetrou deservit de Rețeaua de Tramvaie din Bruxelles, parte a operatorului de transport al Regiunii Capitalei Bruxelles, MIVB-STIB. Prin tunelurile premetroului din Bruxelles circulă tramvaiele a zece linii: 3, 4, 7, 19, 25, 32, 51, 55, 81, 82.
Premetroul din Bruxelles a fost construit inițial ca un sistem de metrou ușor pentru circulația prin subteran a tramvaielor, urmând ca ulterior să fie convertit în metrou greu. Toate liniile metroului din Bruxelles au fost la început linii de premetrou.
Prima linie, în lungime de 3,6 km, a fost inaugurată pe 17 decembrie 1969, în prezența Regelui Baudoin, și conecta stațiile Schuman și De Brouckère. În anii 1970 au fost create alte trei linii: Centura mică (Louise / Louiza – Rogier, în 1970), Centura mare (Boileau-Diamant, în 1972) și axa Nord-Sud (Gare du Midi / Zuidstation – Gare du Nord / Noordstation, în 1976).

## Istoric

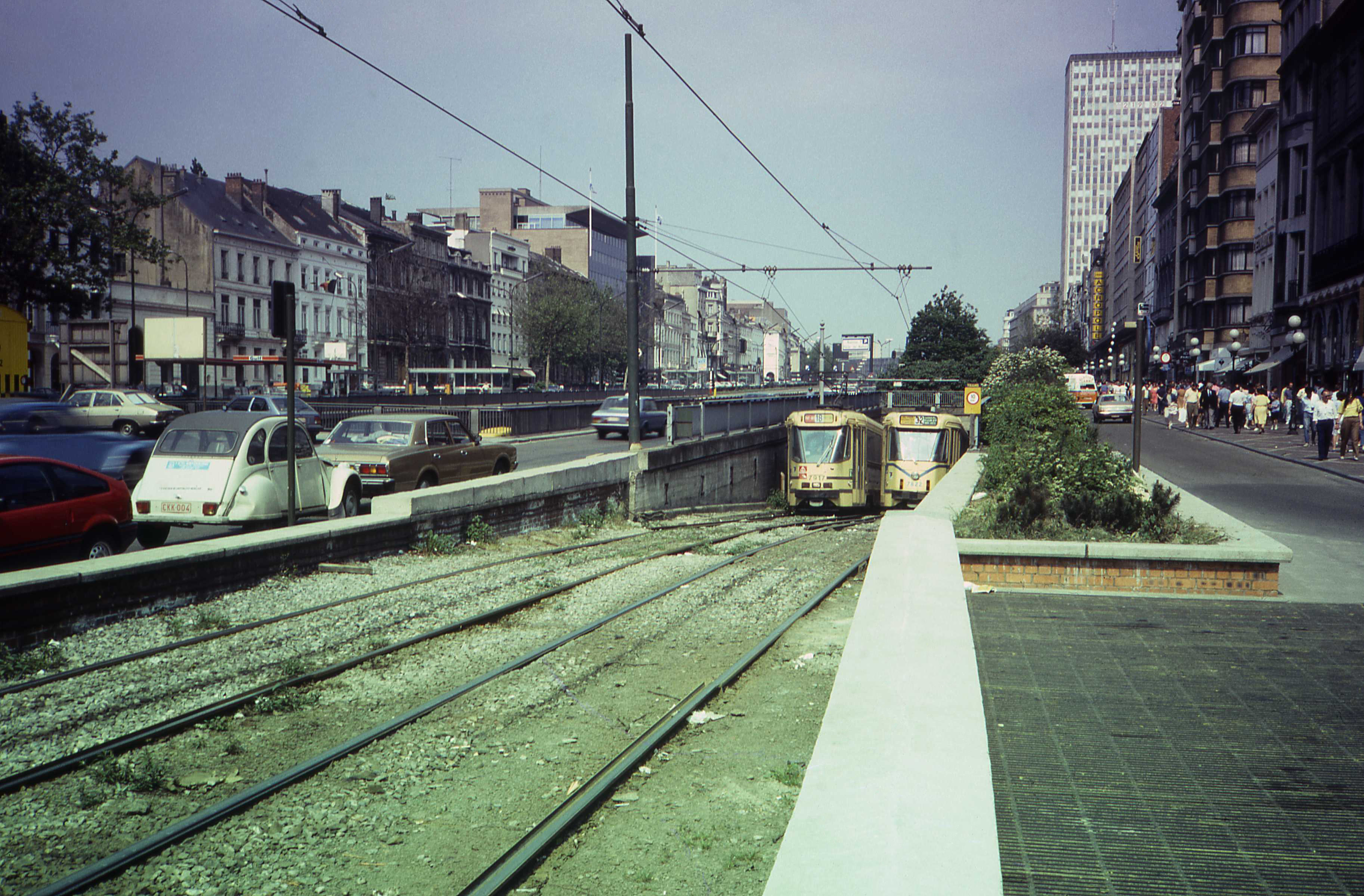
Intrarea provizorie în tunel la Porte de Namur, înainte de prelungirea acestuia către stația Louise.

După cel de-Al Doilea Război Mondial au apărut voci care sugerau ca tramvaiele să fie coborâte în subteran, iar străzile să fie rezervate traficului auto crescând din oraș. Viteza tramvaielor a scăzut constant din cauza ambuteiajelor, ceea ce a determinat compania de transport din Bruxelles să construiască, peste tot unde era posibil, liniile de tramvai separat de restul traficului, iar în zona centrală a orașului să le coboare în tuneluri. În 1957 a fost deschis primul tunel, în apropierea congestionatei Piețe a Constituției, între Gara Bruxelles-Sud și actuala stație Lemonnier. Tunelul a fost construit simultan cu alte lucrări executate în legătură cu Expoziția Mondială din 1958.  Tunelul Constituției este acum parte a axei de premetrou Nord-Sud.
În 1963, guvernul Belgiei a constituit grupuri de lucru care să se ocupe de problemele de trafic din cinci mari orașe belgiene (Bruxelles, Antwerpen, Liège, Gent și Charleroi). Bugetul pus la dispoziție pentru realizarea proiectelor de îmbunătățire a traficului a fost împărțit astfel: 50% pentru Bruxelles, 25% pentru orașele flamande și 25% pentru orașele valone. În Bruxelles banii nu erau suficienți pentru realizarea pe termen scurt a unei rețele de metrou. Mai mult, MIVB-STIB cumpărase cu câțiva ani înainte tramvaie noi și materiale pentru infrastructură pentru a face față influxului de vizitatori prevăzut pentru Expo 58. De aceea, s-a decis ca tunelurile să fie deservite de tramvaie, însă acestea vor fi construite de la început la dimensiunile necesare transformării lor ulterioare în tuneluri de metrou.

### Dezvoltarea liniilor
Primul tunel al premetroului a fost deschis pe 20 decembrie 1969, între stația De Brouckère din centrul orașului și stația Schuman din districtul instituțiilor europene. Această linie a fost ulterior convertită în metrou greu și, din 20 septembrie 1976, este parte a liniei 1A/B.
În decembrie 1970 a fost pus în exploatare și tunelul de premetrou de sub centura interioară a orașului, între stațiile Madou și Porte de Namur / Naamsepoort. Această linie a fost extinsă spre nord până la Rogier, pe 18 august 1974, și spre sud până la Louise/Louiza, pe 19 august 1985. Înainte de prelungirea spre stația Louise/Louiza, tramvaiele liniei 2 ieșeau din premetrou printr-o rampă provizorie din vecinătatea stației Porte de Namur/Naamsepoort și continuau apoi să circule la suprafață. Centura mică a fost convertită ulterior și ea în metrou greu și, după lucrări de renovare, a fost redeschisă, pe 2 octombrie 1988, ca linia de metrou 2.
În estul orașului a fost deschisă, pe 2 mai 1972, o scurtă secțiune de tunel deservită de o singură stație, Diamant. Tunelul, care făcea parte din axa Centura mare, a fost extins spre sud până la stația Boileau și dat în exploatare pe 30 ianuarie 1975. Stația intermediară Montgomery a devenit una în care se putea face transferul către linia de metrou 1B.
MIVB-STIB a pus în funcțiune, pe 4 octombrie 1976, ultima linie de premetrou, denumită axa Nord-Sud, între stațiile Gare du Midi/Zuidstation și Lemonnier. Pe 3 decembrie 1993, tunelul a fost prelungit de la Gare du Midi/Zuidstation până la Albert.

### Conversia în metrou greu
În 1976, tronsonul Schuman-De Brouckère a fost convertit în metrou greu și împărțit în magistralele 1A și 1B. Acestea sunt deservite, începând din aprilie 2009, de garniturile liniilor 1 și 5, care conectează centrul orașului de comunele Auderghem și Woluwe-Saint-Lambert. Centura mică a fost și ea convertită în metrou greu pe 2 octombrie 1988, făcând loc magistralei 2. Axa Nord-Sud și porțiunea de tunel din Centura Mare sunt încă exploatate în regim de premetrou. Totuși, au fost realizate studii privind posibila prelungire subterană, înspre anul 2018, a axei Nord-Sud spre nord, până la Schaerbeek, și spre sud, până la Uccle. Aceste studii trebuiau să determine și eventuala oportunitate a transformării viitoarei linii într-una de metrou greu. O altă soluție, propusă în anul 2009 de proiectul Cityvision, sugera păstrarea tramvaielor pe această linie (dar înlocuirea lor cu parc rulant de tip T4000) și îmbunătățirea semnificativă a vitezei la suprafață prin refacerea zonelor de rulare și a semnalizării. Acest concept avea avantajul că se putea călători din nordul spre sudul orașului cu același mijloc de transport, spre deosebire de construirea liniei de metrou, caz în care pasagerii ar fi nevoiți să schimbe vehiculul. Totuși, societatea MIVB-STIB și-a exprimat dezacordul, considerând proiectul Cityvision „o viziune trunchiată”, „o falsă idee bună” căreia „îi lipsește capacitatea” și a cărei finanțare „este tratată de o manieră foarte succintă”.

## Axa Nord-Sud (fosta linie 3)

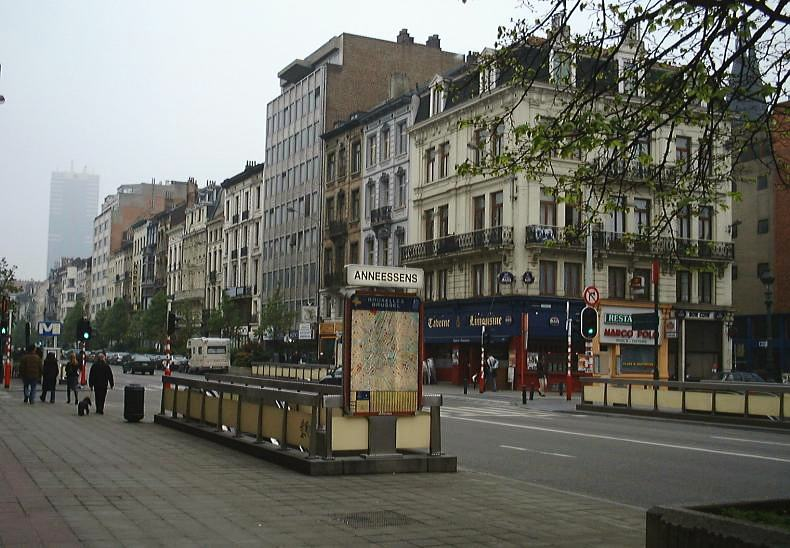
Stația Anneessens a liniei Nord-Sud.

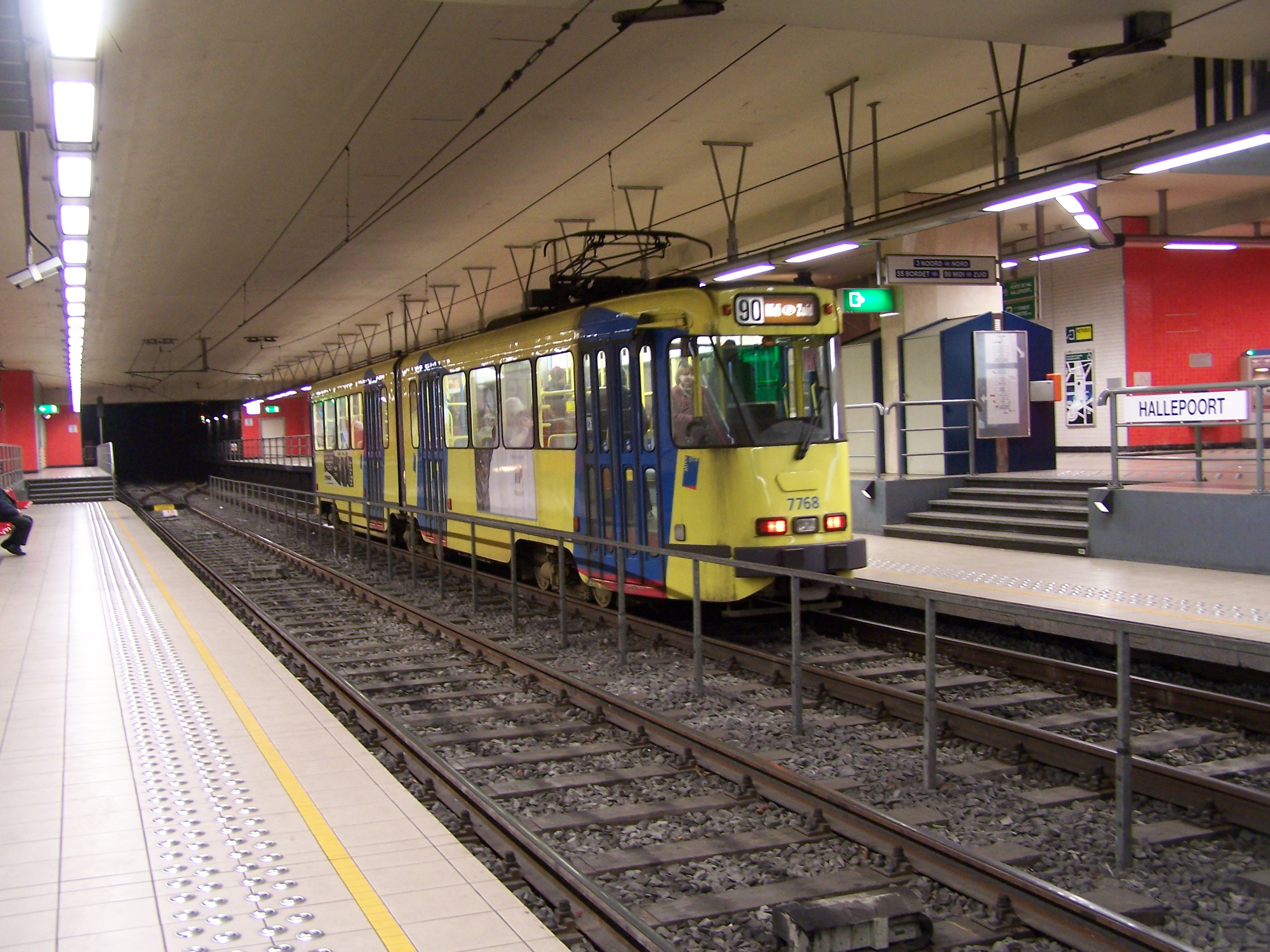
Stația Porte de Hal / Hallepoort a liniei Nord-Sud.

De multă vreme predestinată amenajării unei linii de metrou, axa Nord-Sud este strâns legată de istoria capitalei Belgiei. În 1867, sub egida Regelui Léopold al II-lea, Charles de Brouckère, primarul orașului Bruxelles, a lansat șantierul de acoperire a râului Senne (lucrare terminată în 1871), deoarece cursul său era inundabil și puțin propice navigației vaselor de marfă. În plus, datorită țânțarilor și zonelor insalubre de pe malurile lui, cursul de apă era purtător de ciumă și holeră. Ma mult, meandrele și mlaștinile râului împiedicau dezvoltarea orașului spre vest. Deoarece tehnicile de construcție evoluaseră, râul a fost îndreptat și canalizat. În anii 1930, au fost concepute planuri de acoperire a Senne pe întregul său curs din zona metropolitană a orașului Bruxelles, care se extinsese semnificativ de la prima acoperire în secolul al XIX-lea. Râul, care curgea până atunci prin canalele acoperite din centrul orașului, a fost deviat de-a lungul bulevardelor care mărginesc zona centrală. În 1972, tunelurile rămase nefolosite au început să fie convertite într-o axă nord-sud a unui sistem subteran de tramvaie denumit premetrou. Pe perioada lucrărilor la axa Nord-Sud a premetroului au fost descoperite ruine ale vechiului oraș medieval, precum și pilonii bisericii Saint-Nicolas / Sint-Niklaas în zona stației Bourse / Beurs. Pe amplasament a fost creat un muzeu care este deschis și astăzi.
Traseul pe sub marile bulevarde din centru a fost de asemenea luat în calcul în anii 1930 pentru realizarea unei joncțiuni între gările Midi și Nord ale NMBS/SNCB, însă experții au realizat că era prea îngust pentru cele șase linii de cale ferată propuse.  
De la deschiderea, în 1976, a liniei de premetrou, tramvaiele au început să ruleze în subteran între stațiile Gare du Nord / Noordstation și Lemonnier. Linia a fost ulterior prelungită până la Gare du Midi / Zuidstation înainte ca în decembrie 1993, după circa 15 ani de lucrări, un al doilea tunel să fie pus în funcțiune între Gare du Midi / Zuidstation și Albert, via stația Porte de Hal / Hallepoort. Acest ultim tronson le-a permis tramvaielor să parcurgă distanța dintre cele cinci stații în circa 7 minute, în comparație cu cele 30 de minute pe fostul traseul de la suprafață. 
MIVB-STIB și autoritățile din Bruxelles n-au abandonat proiectul de transformare a axei Nord-Sud în metrou greu. Această conversie este prevăzută după anul 2020, implicând și modificarea parcursului actual între stațiile Lemonnier și Gare du Midi / Zuidstation, pe de o parte datorită razei de curbură prea mici a tunelului între aceste stații, iar pe de altă parte din cauza intersecției cu liniile de tramvai 32, 81 și 82. Exploatarea în regim de metrou greu se va face de la început cu material în întregime automatizat.
Deoarece această linie era destinată de la început transformării în metrou greu, mai multe stații au configurații diferite: 
- Stația Gare du Nord / Noordstation are în compunere patru peroane, cu scopul de a separa garniturile care circulă pe axa Nord-Sud de cele care au punctul terminus la stația Rogier. Acest sistem se aplică de la punerea în funcțiune a ultimului plan Tram[16] și a magistralelor 3 și 4, pe 30 iunie 2008. După punerea în funcțiune a următorului plan Tram, peroanele pentru garniturile spre Rogier vor deveni punctul terminus al unei linii care va deservi nordul capitalei Bruxelles.

- Stația Rogier este construită pe trei niveluri, deoarece inițial trebuia să fie și punctul terminus al liniei 5. Unul din niveluri este azi capătul liniei de tramvai. După punerea în funcțiune a următorului plan Tram, peroanele de la acest nivel vor fi punctul terminus al liniilor care vor deservi nordul Bruxelles-ului, 25 și 55. Al doilea nivel permite transferul către axa Nord-Sud, în timp ce al treilea nivel este perpendicular pe primele două, urmând traseul Bulevardului Botanique / Kruidtuin, și permite transferul spre liniile 2 și 6 de metrou.

- Stația Anneessens: spațiul mezanin de deasupra stației axei Nord-Sud servește astăzi drept loc de trecere. Încă de la construcția axei Nord-Sud, sub actuala oprire Anneessens a fost realizată, la stadiu de construcție neamenajată, și stația de corespondență către magistrala 4.[17] Ea este în prezent o stație fantomă.[18]

- Stația Lemonnier este ultima din tunelul în care a fost canalizat râul Senne. Stația actuală nu poate fi deservită decât de tramvaie. Viitoarea stație de metrou ar trebui construită în apropiere, dar nu în același loc, deoarece unghiul tunelului pe direcția Gării de Sud e prea mic și nu permite exploatarea în regim de metrou greu. În planurile originale stația trebuia să servească drept depou pentru rame și ar fi trebuit să le permită acestora să efectueze întoarceri către stațiile Bourse / Beurs și Gare du Midi / Zuidstation. Rampa de acces la suprafață construită în acest scop este astăzi utilizată de tramvaiele care liniilor 51 și 82 care circulă pe Boulevard de l'Abattoir spre Gara Bruxelles-Sud.

- Stația Gare du Midi / Zuidstation: ramele liniilor de metrou 2 și 6 și tramvaiele axei Nord-Sud se încrucișează în stație, dar la adâncimi diferite ale peroanelor.

- Stația Albert: tramvaiele opresc la peroane diferite, pe două niveluri. În partea de sud, în apropierea stației, există două rampe de acces la suprafață. Stația ar fi trebuit, conform planurilor originale, să permită trecerea garniturilor liniilor 3 și 5.

În 2004 au debutat lucrările de reamenajare a liniilor în stațiile Gare du Nord / Noordstation, Rogier, De Brouckère, Bourse / Beurs și Anneessens. Amenajate pentru gabaritul ramelor de metrou, peroanele au fost reduse pentru a putea primi noile tramvaie Bombardier FLEXITY Outlook de tipul T3000 (în 2006) și T4000 (în 2007) și a le permite pasagerilor să coboare din rame pe peroanele exterioare, în timp cei care urcă să o facă de pe peronul central.
Axa Nord-Sud se intersectează cu liniile de metrou 1 și 5 în stația De Brouckère și cu liniile 2 și 6 în stațiile Rogier, Porte de Hal / Hallepoort și Gare du Midi / Zuidstation.
Ca urmare a restructurării rețelei de tramvai a orașului între 2006 și 2009, axa Nord-Sud nu mai este parcursă decât de două linii (față de șase anterior) de tramvaie de mare gabarit (T3000 și T4000): linia 3, între stațiile Churchill și Esplanade (Plateau du Heysel / Heizel), și linia 4, de la stația Gare du Nord / Noordstation la stația Stalle (parcarea de lungă durată Uccle).

### Stațiile axei Nord-Sud
- Gare du Nord / Noordstation
- Rogier
- De Brouckère
- Bourse / Beurs
- Anneessens
- Lemonnier
- Gare du Midi / Zuidstation
- Porte de Hal / Hallepoort
- Parvis de Saint-Gilles / Sint-Gillisvoorplein
- Horta
- Albert

Viitoarele stații ale axei Nord spre Schaerbeek și Evere vor fi localizate după cum urmează:
- Piața Liedts
- Piața Colignon
- Strada Waelhem (care dă în Piața Eugène Verboekhoven)
- Piața François Riga
- Strada Tilleul
- Piața Păcii
- Gara Bordet

### Liniile axei Nord-Sud
Șase linii de tramvai parcurg axa Nord-Sud în timpul zilei:
- Linia 3;
- Linia 4;
- Linia 25: doar între stațiile Gare du Nord / Noordstation și Rogier;
- Linia 55: doar între stațiile Gare du Nord / Noordstation și Rogier;
- Linia 82: doar între stațiile Lemonnier și Gare du Midi / Zuidstation;
- Linia 51: doar între stațiile Lemonnier și Albert;

Seara, axa Nord-Sud este parcursă de o linie suplimentară:
- Linia 32: doar între stațiile Gare du Nord / Noordstation și Gare du Midi / Zuidstation;

### Prelungirea axei Nord-Sud și conversia în metrou greu
Contractul de gestiune al STIB pentru perioada 2012-2016 prevede investiții în premetroul din Bruxelles.
Pentru perioada 2017-2020 este planificată prelungirea axei Nord-Sud până la Gara Bordet și transformarea ei în metrou greu. În plus, un studiu aprofundat aflat în curs trebuie să fundamenteze prelungirea axei, după orizontul anului 2020, spre Uccle.
O cercetare comandată de Beliris (echipă a statului federal belgian care implementează proiecte în Regiunea Capitalei Bruxelles) a studiat trei scenarii subterane: itinerariul „cartierelor dense” (4,8 km de tunel și 9 stații), itinerariul „Gara Schaerbeek” (5,2 km de tunel și 9 stații) și itinerariul „Bertrand/Haecht” (4,7 km de tunel și 7 stații). Datele studiului sunt favorabile primului itinerar. Mai mult, studiul Beliris a tratat chiar și o prelungire suplimentară a acestei linii, spre Haren și Depoul Schaerbeek, în lungime de 2,4 km și deservită de două stații noi. În sfârșit, în recomandările sale finale, cercetarea înclină către realizarea directă a unui metrou automatizat, fără a se mai trece prin etapele intermediare de „premetrou” și „metrou clasic”.

## Axa Centura mare (fosta linie 5)
Stația subterană Diamant a fost deschisă în 1972, iar linia centurii mari a fost extinsă până la Boileau în 1975. Această linie de premetrou nu a mai fost modificată de atunci și este parcursă de tramvaiele liniilor 7 și 25. Axa de premetrou Centura mare intersectează magistrala 1 de metrou în stația Montgomery.
Pe 14 octombrie 2010, Brigitte Grouwels, Ministrul Mobilității, a anunțat realizarea unui studiu privind construirea unei noi stații „în triunghi” sub Piața Meiser. Această stație ar fi prevăzută cu două rampe de acces, una pe strada Rogier pentru a permite dezvoltarea viitoarei linii de metrou spre Gara de Nord, iar cealaltă pe axa Centurii mijlocii, urmând traseul actualei linii 7.

### Stațiile axei Centura mare
- Diamant
- Georges Henri
- Montgomery
- Boileau

### Liniile axei Centura mare
Două linii de tramvai parcurg axa Centura mare:
- Linia 7;
- Linia 25;

### Prelungirea axei Centura mare
Noul contract de gestiune al STIB prevede, spre orizontul anului 2020, construcția de tuneluri în zona Avenue de la Plaine (și a Gării Etterbeek) și a intersecției Meiser. Axa de premetrou Centura mare va fi și ea prelungită spre nord și spre sud.